# 雪組 (宝塚歌劇)
雪組（ゆきぐみ、英称：Snow troupe）は、宝塚歌劇団第3番目の組。イメージカラーは緑。組長は奏乃はると、副組長は透真かずき。

## 組の特色
1924年に宝塚大劇場の開場に合わせて新設された。組名称は『雪月花』にちなんでいる。
「日本物の雪組」と呼ばれ、日本物作品の上演が多い傾向にある。また、今日の宝塚において人気の演目のひとつである『エリザベート』の初演が上演されたほか、『ルパン三世』や『るろうに剣心』などの漫画原作の作品でも新境地を開拓した。

## 組の体制
- トップスター：朝美絢（2024年10月14日 - ）
- トップ娘役：夢白あや（2022年12月26日 - ）

## 在籍中の雪組生徒一覧

### 男役
- 奏乃はると
- 透真かずき
- 真那春人
- 朝美絢
- 桜路薫
- 天月翼
- 瀬央ゆりあ
- 諏訪さき
- 眞ノ宮るい
- 縣千
- 麻斗海伶
- 咲城けい
- 稀羽りんと
- 壮海はるま
- 紗蘭令愛
- 蒼波黎也
- 絢斗しおん
- 風雅奏
- 和奏樹
- 紀城ゆりや
- 海咲圭
- 希翠那音
- 月瀬陽
- 華世京
- 霧乃あさと
- 夢翔みわ
- 藤影ゆら
- 彩名美希
- 絢月晴斗
- 風立にき
- 瞳月りく
- 乙瀬千晴
- 苑利香輝
- 水月胡蝶
- 榊歩
- 千乃新
- 律希奏
- 結翔恋
- 真羽利綺
- 星名りおん
- 千聖侑
- 楓真優
- 亜輝かずは

### 娘役
- 杏野このみ
- 妃華ゆきの
- 夢白あや
- 愛羽あやね
- 莉奈くるみ
- 愛陽みち
- 麻花すわん
- 音彩唯
- 琴峰紗あら
- 愛空みなみ
- 美影くらら
- 華純沙那
- 夢陽まり
- 白綺華
- 瑞季せれな
- 妃奈環
- 紗香にいな
- 星沢ありさ
- 清羽美伶
- 琴華ひまわり
- 音綺みあ
- 祈菜さあや
- 桜菜みのり
- 星姫あやか
- 星美音
- 杏麗奈
- 鏡花くらら

## 歴代トップスター
- 高峰妙子[2]（1927年退団）
- 雪野富士子[2]（1934年退団）
- 初音麗子[2]（1935年 - 1945年雪組組長、1945年退団）
- 春日野八千代[2]（星組から異動1936年 - 1938年花組へ一時異動1939年 - 1950年、1940年 - 1945年には副組長、1945年 - 1950年には組長も担当、1949年歌劇団理事に就任、1950年演劇専科を新設し異動。2012年在団中に死去）
- 明石照子[2]（1962年退団）
- 真帆志ぶき[2]（1970年専科へ異動後、1975年退団）
- 郷ちぐさ&汀夏子（1970年5月9日?[注釈 1] - 1972年10月31日）
- 汀夏子（1972年11月1日 - 1980年8月31日）
- 麻実れい（1980年9月1日 - 1985年4月30日）
- 平みち（1985年5月1日 - 1988年11月29日）
- 杜けあき（1988年11月30日 - 1993年3月31日）
- 一路真輝（1993年4月1日 - 1996年6月30日）
- 高嶺ふぶき（1996年7月1日 - 1997年7月30日）
- 轟悠（1997年7月31日 - 2002年2月11日。その後専科へ）
- 絵麻緒ゆう（2002年2月12日 - 2002年9月23日）
- 朝海ひかる（2002年9月24日 - 2006年12月24日）
- 水夏希（2006年12月25日 - 2010年9月12日）
- 音月桂（2010年9月13日 - 2012年12月24日）
- 壮一帆（2012年12月25日 - 2014年8月31日）
- 早霧せいな（2014年9月1日 - 2017年7月23日）
- 望海風斗（2017年7月24日 - 2021年4月11日）
- 彩風咲奈（2021年4月12日 - 2024年10月13日）
- 朝美絢（2024年10月14日 - ）

## 歴代トップ娘役
- 御垣悦子（1930年退団）
- 初代紅千鶴（1933年退団）
- 櫻町公子（1944年退団）
- 深緑夏代（1955年退団）
- 乙羽信子（1950年退団。戦後春日野主演時代雪組の主演娘役）
- 東郷晴子（1951年ころ） ※主演した公演もあったがしばらく固定しなかった
- 新珠三千代（1952年ころ）
- 浜木綿子（1956年 - 1960年の雪組公演の主演娘役は主に浜、1961年退団）
- 加茂さくら（1961年 - 1968年専科へ異動）
- 大原ますみ（1968年9月28日? - 1970年5月8日?[注釈 2]。※退任後、星組トップ娘役に就任）
- 摩耶明美（1970年5月9日? - 1974年3月30日?[注釈 3]）※高宮沙千とダブルトップ娘役
- 高宮沙千（1970年5月9日? - 1976年9月27日?[注釈 4]。その後、専科へ異動）※1970年5月9日? - 1974年3月30日?は摩耶明美とダブルトップ娘役、1974年3月31日? - 1976年9月27日?は単独
- 東千晃（1976年9月28日? - 1979年3月25日?。1979年3月26日?、星組トップ娘役に就任）
  - 固定スター不在（1979年3月26日? - 1980年4月7日?）
- 遥くらら（1980年4月8日? - 1984年7月30日）
  - 固定スター不在（1984年7月31日 - 1985年4月30日）
- 神奈美帆（1985年5月1日 - 1988年11月29日）
- 鮎ゆうき（1988年11月30日 - 1991年12月26日）
- 紫とも（1991年12月27日 - 1994年3月28日）
- 花總まり（1994年3月29日 - 1997年12月31日 その後宙組トップ娘役へ）
- 月影瞳（1998年1月1日 - 2002年2月11日）
- 紺野まひる（2002年2月12日 - 2002年9月23日）
- 舞風りら（2002年9月24日 - 2006年12月24日）
- 白羽ゆり（2006年12月25日 - 2009年5月31日）
- 愛原実花（2009年6月1日 - 2010年9月12日）
  - 固定スター不在（2010年9月13日 - 2011年3月23日）
- 舞羽美海（2011年3月24日 - 2012年12月24日）
- 愛加あゆ（2012年12月25日 - 2014年8月31日）
- 咲妃みゆ（2014年9月1日 - 2017年7月23日）
- 真彩希帆（2017年7月24日 - 2021年4月11日）
- 朝月希和（2021年4月12日 - 2022年12月25日）
- 夢白あや（2022年12月26日 - ）

## 歴代組長
- 若菜君子（1925年 - ）[3]
- 桂よし子（不明）[3]
- 秋月さえ子（ - 1935年）[3]
- 初音麗子（1935年 - 1945年）[3]
- 春日野八千代（1945年 - 1950年）[3]
- 天城月江（1950年 - 1951年）[3]
- 東郷晴子（1951年 - 1952年）[3]
- 登代春枝（1952年 - 1953年）[3]
- 美吉左久子（1953年 - 1961年）[3]
- 大路三千緒（1961年 - 1975年）[3]
- 睦千賀（1975年 - 1979年）[3]
- 曽我桂子（1979年 - 1983年）[3]
- 銀あけみ（1983年 - 1989年）[3]
  - 真咲佳子（1988年）[注釈 5][4]
- 真咲佳子（1989年 - 1991年）[3]
- 京三紗（1991年 - 1996年）[3]
- 箙かおる（1996年 - 1998年）[3]
- 飛鳥裕（1998年 - 2012年）[3]
- 梨花ますみ（2012年 - 2019年）
- 奏乃はると（2019年 - ）

## 歴代副組長
- 千村克子（1946年）[4]
- 梢音羽（1947年 - 1949年）[4]
- 清川はやみ（1950年）[4]
- 壬生桜子（1951年）[4]
- 緋櫻陽子（1952年）[4]
- 水原節子（1953年 - 1960年）[4]
- 淡路通子（1961年 - 1964年）[4]
- 三鷹恵子（1965年 - 1966年）[4]
- 三鷹恵子・木花咲耶（1967年 - 1974年）[4]
- 曽我桂子・葉山三千子（1975年）[4]
- 曽我桂子（1976年 - 1978年）[4]
- 岸香織（1979年 - 1980年）[4]
- 尚すみれ（1981年 - 1985年）[4]
- 真咲佳子（1986年 - 1987年）[4]
- 沙羅けい（1988年）[4]
- 北斗ひかる（1989年）[4]
- 飛鳥裕（1990年 - 1998年）[4]
- 灯奈美（1998年 - 2007年）[4]
- 未来優希（2008年 - 2009年）[4]
- 麻樹ゆめみ（2010年 - 2014年）
- 奏乃はると（2014年 - 2019年）
- 千風カレン（2019年 - 2022年）
- 透真かずき（2022年 - ）

## 雪組出身のトップ

### 雪組出身のトップスター
- 大滝子（元月組トップスター、1976年退団）
- 安奈淳（元星組・花組トップスター、1978年退団）
- 順みつき（元花組トップスター、1983年退団）
- 大浦みずき（元花組トップスター、1991年退団）
- 和央ようか（元宙組トップスター、2006年退団）
- 貴城けい（元宙組トップスター、2007年退団）
- 安蘭けい（元星組トップスター、2009年退団）
- 凰稀かなめ（元宙組トップスター、2015年退団）
- 月城かなと（元月組トップスター、2024年退団）
- 永久輝せあ（現花組トップスター）

### 雪組在籍経験のあるトップスター
- 高汐巴（元花組トップスター、1987年退団）※星組出身
- 香寿たつき（元星組トップスター、2003年退団）※花組出身

### 雪組出身のトップ娘役
- 五條愛川（元月組トップ娘役、1982年退団）
- 純名里沙（元花組トップ娘役、1996年退団）
- 渚あき（元星組トップ娘役、2003年退団）
- 潤花（元宙組トップ娘役、2023年退団）

### 雪組在籍経験のあるトップ娘役
- 星奈優里（元星組トップ娘役、2001年退団）※星組出身
- 檀れい（元月組・星組トップ娘役、2005年退団）※月組出身

## 雪組出身のスター

### 雪組出身の男役
- 世れんか（元月組男役、1980年在団中に死去）
- 山城はるか（元星組男役、1984年退団）
- 桐さと実（元月組男役、1989年退団）
- 夢輝のあ（元星組男役、2003年退団）
- 汐美真帆（元星組男役、2004年退団）
- 立樹遥（元星組男役、2009年退団）
- 彩吹真央（2010年退団）
- 緒月遠麻（2015年退団）
- 蓮城まこと（2016年退団）
- 香綾しずる（2017年退団）
- 沙央くらま（元専科男役、2018年退団）
- 彩凪翔（2021年退団）
- 彩海せら（現月組男役）

### 雪組在籍経験のある男役
- 寿ひずる（元花組男役、1982年退団）※星組出身
- 海峡ひろき（元花組男役、1997年退団）※星組出身
- 成瀬こうき（元専科男役、2002年退団）※月組出身
- 汐風幸（元専科男役、2003年退団）※花組出身
- 未涼亜希（2014年退団）※花組出身
- 夢乃聖夏（2015年退団）※星組出身
- 鳳翔大（2017年退団）※宙組出身
- 綾凰華（2022年退団）※星組出身
- 和希そら（2024年退団）※宙組出身

### 雪組出身の娘役
- 北原遥子（1984年退団）
- 毬谷友子（1985年退団）
- 草笛雅子（1985年退団）
- 朝霧舞（1994年退団）
- 翠花果（1997年退団）
- 美月亜優（元花組娘役、1997年退団）
- 貴咲美里（2000年退団）
- 山科愛（2008年退団）
- 天勢いづる（2009年退団）
- 大月さゆ（2010年退団）
- 晴華みどり（2011年退団）
- 涼花リサ（2012年退団）
- 夢華あみ（2014年退団）
- 透水さらさ（2015年退団）
- 大湖せしる（2016年退団）
- 星乃あんり（2017年退団）
- 純矢ちとせ（元宙組娘役、2019年退団）
- 松本悠里（元専科特別顧問、2021年退団）
- 桜庭舞（元星組娘役、2021年退団）
- 星南のぞみ（2021年退団）
- 有沙瞳（元星組娘役、2023年退団）
- 野々花ひまり（2024年退団）
- 彩みちる（現月組娘役）

### 雪組在籍経験のある娘役
- 城月美穂（1981年退団）※月組出身
- 仁科有理（1990年退団）※月組出身